# 优雅玉螺
优雅玉螺（学名：Natica excellens），是异足目玉螺科玉螺属的一种。主要分布于中国大陆、台湾，常栖息在浅海沙底、潮下带。